# Список населённых пунктов Новоржевского района

## Городские населённые пункты
- Город Новоржев —  4900 человек (XII. 2000 г.)[1], 4125 человек (X.2002 г.), 3695 человек (X. 2010 г.)[2], 3544 человек (I. 2013 г.)[3] —  городское поселение «Новоржев».

## Сельские населённые пункты
Ниже представлен сортируемый (по столбцам) список сельских населённых пунктов Новоржевского района Псковской области, распределённых по муниципальным образованиям (волостям) с оценками численности населения сельских населённых пунктов на конец 2000 года и по переписи населения 2002 года.													
| #   | #   | деревня                   | 2000 г., чел. | 2002 г., чел. | волость              | бывшая волость (1995-2005)            | бывшая волость (2006-2015) |
| --- | --- | ------------------------- | ------------- | ------------- | -------------------- | ------------------------------------- | -------------------------- |
| 1   | 1   | Алтун                     | 49            | 38            | Вехнянская волость   | Алтунская волость                     | Вехнянская волость         |
| 2   | 2   | Анашкино                  | 18            | 17            | Вехнянская волость   | Зареченская волость/Оршанская волость | Оршанская волость          |
| 3   | 3   | Батково                   | 23            | 24            | Вехнянская волость   | Алтунская волость                     | Вехнянская волость         |
| 4   | 4   | Бездеж                    | 22            | 20            | Вехнянская волость   | Зареченская волость/Оршанская волость | Оршанская волость          |
| 5   | 5   | Березовец                 | 100           | 65            | Вехнянская волость   | Оршанская волость                     | Оршанская волость          |
| 6   | 6   | Болоково                  |               | 14            | Вехнянская волость   | Оршанская волость                     | Оршанская волость          |
| 7   | 7   | Большая Пожня             | 24            | 29            | Вехнянская волость   | Оршанская волость                     | Оршанская волость          |
| 8   | 8   | Большая Слобода (Слобода) | 45            | 50            | Вехнянская волость   | Оршанская волость                     | Оршанская волость          |
| 9   | 9   | Большое Кузино            | 16            | 6             | Вехнянская волость   | Зареченская волость/Оршанская волость | Оршанская волость          |
| 10  | 10  | Большое Никулино          | 5             | 6             | Вехнянская волость   | Зареченская волость/Оршанская волость | Оршанская волость          |
| 11  | 11  | Булохово                  | 143           | 135           | Вехнянская волость   | Зареченская волость/Оршанская волость | Оршанская волость          |
| 12  | 12  | Васьково-Иглино           | 42            | 28            | Вехнянская волость   | Оршанская волость                     | Оршанская волость          |
| 13  | 13  | Вехно                     | 373           | 293           | Вехнянская волость   | Алтунская волость                     | Вехнянская волость         |
| 14  | 14  | Волчицкое                 | 133           | 118           | Вехнянская волость   | Оршанская волость                     | Оршанская волость          |
| 15  | 15  | Воронкова Нива            | 11            | 13            | Вехнянская волость   | Алтунская волость                     | Вехнянская волость         |
| 16  | 16  | Вылозово                  | 8             | 6             | Вехнянская волость   | Алтунская волость                     | Вехнянская волость         |
| 17  | 17  | Грибово                   | 35            | 33            | Вехнянская волость   | Оршанская волость                     | Оршанская волость          |
| 18  | 18  | Доманово                  | 23            | 16            | Вехнянская волость   | Зареченская волость/Оршанская волость | Оршанская волость          |
| 19  | 19  | Дорожкино                 | 55            | 59            | Вехнянская волость   | Алтунская волость                     | Вехнянская волость         |
| 20  | 20  | Дублиньково               | 6             | 8             | Вехнянская волость   | Алтунская волость                     | Вехнянская волость         |
| 21  | 21  | Дыбово                    | 2             | 0             | Вехнянская волость   | Алтунская волость                     | Вехнянская волость         |
| 22  | 22  | Заболотье                 | 8             | 13            | Вехнянская волость   | Зареченская волость/Оршанская волость | Оршанская волость          |
| 23  | 23  | Задолжье                  | 28            | 32            | Вехнянская волость   | Дубровская волость                    | Вехнянская волость         |
| 24  | 24  | Залог                     | 24            | 29            | Вехнянская волость   | Алтунская волость                     | Вехнянская волость         |
| 25  | 25  | Звягино                   | 6             | 2             | Вехнянская волость   | Алтунская волость                     | Вехнянская волость         |
| 26  | 26  | Зенцово                   | 9             | 7             | Вехнянская волость   | Оршанская волость                     | Оршанская волость          |
| 27  | 27  | Ивахново                  | 9             | 4             | Вехнянская волость   | Зареченская волость/Оршанская волость | Оршанская волость          |
| 28  | 28  | Канашовка                 | 16            | 12            | Вехнянская волость   | Алтунская волость                     | Вехнянская волость         |
| 29  | 29  | Каруза                    | 14            | 3             | Вехнянская волость   | Алтунская волость                     | Вехнянская волость         |
| 30  | 30  | Клопино                   | 0             | 0             | Вехнянская волость   | Зареченская волость/Оршанская волость | Оршанская волость          |
| 31  | 31  | Коньково                  | 16            | 15            | Вехнянская волость   | Оршанская волость                     | Оршанская волость          |
| 32  | 32  | Красное Болото            | 8             | 6             | Вехнянская волость   | Зареченская волость/Оршанская волость | Оршанская волость          |
| 33  | 33  | Курохново                 | 17            | 18            | Вехнянская волость   | Зареченская волость/Оршанская волость | Оршанская волость          |
| 34  | 34  | Лёхово                    | 0             | 0             | Вехнянская волость   | Алтунская волость                     | Вехнянская волость         |
| 35  | 35  | Литово                    | 119           | 92            | Вехнянская волость   | Дубровская волость                    | Вехнянская волость         |
| 36  | 36  | Лукино                    | 14            | 18            | Вехнянская волость   | Алтунская волость                     | Вехнянская волость         |
| 37  | 37  | Луханово                  | 9             | 11            | Вехнянская волость   | Дубровская волость                    | Вехнянская волость         |
| 38  | 38  | Лябино                    | 9             | 5             | Вехнянская волость   | Алтунская волость                     | Вехнянская волость         |
| 39  | 39  | Малое Никулино            | 15            | 7             | Вехнянская волость   | Зареченская волость/Оршанская волость | Оршанская волость          |
| 40  | 40  | Малыгино                  | 8             | 6             | Вехнянская волость   | Дубровская волость                    | Вехнянская волость         |
| 41  | 41  | Медвёдово                 | 1             | 0             | Вехнянская волость   | Алтунская волость                     | Вехнянская волость         |
| 42  | 42  | Мешток                    | 59            | 52            | Вехнянская волость   | Зареченская волость/Оршанская волость | Оршанская волость          |
| 43  | 43  | Мирослав                  | 20            | 15            | Вехнянская волость   | Зареченская волость/Оршанская волость | Оршанская волость          |
| 44  | 44  | Мосеево                   | 12            | 10            | Вехнянская волость   | Зареченская волость/Оршанская волость | Оршанская волость          |
| 45  | 45  | Муровичи                  | 15            | 16            | Вехнянская волость   | Алтунская волость                     | Вехнянская волость         |
| 46  | 46  | Орша                      | 684           | 669           | Вехнянская волость   | Оршанская волость                     | Оршанская волость          |
| 47  | 47  | Осинкино                  | 29            | 36            | Вехнянская волость   | Алтунская волость                     | Вехнянская волость         |
| 48  | 48  | Перхово                   | 33            | 27            | Вехнянская волость   | Дубровская волость                    | Вехнянская волость         |
| 49  | 49  | Песчанка                  | 14            | 14            | Вехнянская волость   | Оршанская волость                     | Оршанская волость          |
| 50  | 50  | Песчивицы                 | 15            | 20            | Вехнянская волость   | Оршанская волость                     | Оршанская волость          |
| 51  | 51  | Плясани                   | 22            | 19            | Вехнянская волость   | Оршанская волость                     | Оршанская волость          |
| 52  | 52  | Приветок                  | 8             | 7             | Вехнянская волость   | Оршанская волость                     | Оршанская волость          |
| 53  | 53  | Прусы                     |               | 5             | Вехнянская волость   | Оршанская волость                     | Оршанская волость          |
| 54  | 54  | Свистогузово              | 11            | 8             | Вехнянская волость   | Алтунская волость                     | Вехнянская волость         |
| 55  | 55  | Седоговец                 | 20            | 19            | Вехнянская волость   | Алтунская волость                     | Вехнянская волость         |
| 56  | 56  | Седухино                  | 1             | 0             | Вехнянская волость   | Дубровская волость                    | Вехнянская волость         |
| 57  | 57  | Селиваново                | 10            | 6             | Вехнянская волость   | Алтунская волость                     | Вехнянская волость         |
| 58  | 58  | Скоморохово               | 2             | 0             | Вехнянская волость   | Алтунская волость                     | Вехнянская волость         |
| 59  | 59  | Староселье                | 27            | 19            | Вехнянская волость   | Зареченская волость/Оршанская волость | Оршанская волость          |
| 60  | 60  | Сторожня                  | 22            | 21            | Вехнянская волость   | Зареченская волость/Оршанская волость | Оршанская волость          |
| 61  | 61  | Струга                    | 1             | 0             | Вехнянская волость   | Зареченская волость/Оршанская волость | Оршанская волость          |
| 62  | 62  | Сухлово                   | 12            | 17            | Вехнянская волость   | Алтунская волость                     | Вехнянская волость         |
| 63  | 63  | Теляково                  | 11            | 8             | Вехнянская волость   | Оршанская волость                     | Оршанская волость          |
| 64  | 64  | Тростницы                 | 11            | 5             | Вехнянская волость   | Оршанская волость                     | Оршанская волость          |
| 65  | 65  | Устиново                  | 7             | 10            | Вехнянская волость   | Алтунская волость                     | Вехнянская волость         |
| 66  | 66  | Чистый Бор                | 11            | 12            | Вехнянская волость   | Алтунская волость                     | Вехнянская волость         |
| 67  | 67  | Шастово                   | 44            | 36            | Вехнянская волость   | Зареченская волость/Оршанская волость | Оршанская волость          |
| 68  | 68  | Ягупово                   | 7             | 4             | Вехнянская волость   | Алтунская волость                     | Вехнянская волость         |
| 69  | 69  | Ямищи                     | 29            | 41            | Вехнянская волость   | Оршанская волость                     | Оршанская волость          |
| 70  | 1   | Адорье                    | 32            | 25            | Выборская волость    | Зареченская волость                   | Вёскинская волость         |
| 71  | 2   | Акулово                   | 18            | 16            | Выборская волость    | Зареченская волость                   | Вёскинская волость         |
| 72  | 3   | Амелино                   | 4             | 4             | Выборская волость    | Выборская волость                     | Выборская волость          |
| 73  | 4   | Аполье                    | 10            | 11            | Выборская волость    | Выборская волость                     | Выборская волость          |
| 74  | 5   | Бабаи                     | 0             | 0             | Выборская волость    | Выборская волость                     | Выборская волость          |
| 75  | 6   | Бабихино                  | 9             | 7             | Выборская волость    | Выборская волость                     | Выборская волость          |
| 76  | 7   | Байкино                   | 20            | 19            | Выборская волость    | Выборская волость                     | Выборская волость          |
| 77  | 8   | Барсуки                   | 24            | 26            | Выборская волость    | Вишлевская волость                    | Выборская волость          |
| 78  | 9   | Басино                    | 39            | 41            | Выборская волость    | Выборская волость                     | Выборская волость          |
| 79  | 10  | Биряево                   | 0             | 0             | Выборская волость    | Вёскинская волость                    | Вёскинская волость         |
| 80  | 11  | Большие Баксти (Баксти)   | 0             | 0             | Выборская волость    | Вёскинская волость                    | Вёскинская волость         |
| 81  | 12  | Большое Алешно            | 11            | 11            | Выборская волость    | Зареченская волость                   | Вёскинская волость         |
| 82  | 13  | Большое Елисеево          | 4             | 0             | Выборская волость    | Стехновская волость                   | Стехновская волость        |
| 83  | 14  | Бородёнки                 | 11            | 5             | Выборская волость    | Вёскинская волость                    | Вёскинская волость         |
| 84  | 15  | Ботвино                   | 17            | 13            | Выборская волость    | Стехновская волость                   | Стехновская волость        |
| 85  | 16  | Бруствино                 | 10            | 9             | Выборская волость    | Стехновская волость                   | Стехновская волость        |
| 86  | 17  | Бураки                    | 5             | 7             | Выборская волость    | Выборская волость                     | Выборская волость          |
| 87  | 18  | Варитино                  | 23            | 21            | Выборская волость    | Зареченская волость                   | Вёскинская волость         |
| 88  | 19  | Василево                  | 0             | 2             | Выборская волость    | Зареченская волость                   | Вёскинская волость         |
| 89  | 20  | Василёво                  | 1             | 1             | Выборская волость    | Стехновская волость                   | Стехновская волость        |
| 90  | 21  | Вёска                     | 293           | 275           | Выборская волость    | Вёскинская волость                    | Вёскинская волость         |
| 91  | 22  | Взгляды                   | 20            | 18            | Выборская волость    | Стехновская волость                   | Стехновская волость        |
| 92  | 23  | Вичиково                  | 6             | 6             | Выборская волость    | Вёскинская волость                    | Вёскинская волость         |
| 93  | 24  | Вишенка                   | 0             | 0             | Выборская волость    | Вёскинская волость                    | Вёскинская волость         |
| 94  | 25  | Вишлёво                   | 92            | 76            | Выборская волость    | Вишлевская волость                    | Выборская волость          |
| 95  | 26  | Вопово                    | 0             | 0             | Выборская волость    | Вёскинская волость                    | Вёскинская волость         |
| 96  | 27  | Воробьёво                 | 13            | 7             | Выборская волость    | Вишлевская волость                    | Выборская волость          |
| 97  | 28  | Выбор                     | 750           | 652           | Выборская волость    | Выборская волость                     | Выборская волость          |
| 98  | 29  | Глазово                   | 1             | 0             | Выборская волость    | Вишлевская волость                    | Выборская волость          |
| 99  | 30  | Глухово                   | 24            | 20            | Выборская волость    | Вёскинская волость                    | Вёскинская волость         |
| 100 | 31  | Голово                    | 1             | 1             | Выборская волость    | Стехновская волость                   | Стехновская волость        |
| 101 | 32  | Голубово                  | 9             | 16            | Выборская волость    | Вишлевская волость                    | Выборская волость          |
| 102 | 33  | Горки                     | 2             | 11            | Выборская волость    | Вёскинская волость                    | Вёскинская волость         |
| 103 | 34  | Городище                  | 11            | 7             | Выборская волость    | Вёскинская волость                    | Вёскинская волость         |
| 104 | 35  | Грибаново                 | 13            | 10            | Выборская волость    | Зареченская волость                   | Вёскинская волость         |
| 105 | 36  | Гридино                   | 22            | 10            | Выборская волость    | Вёскинская волость                    | Вёскинская волость         |
| 106 | 37  | Гришино                   | 1             | 4             | Выборская волость    | Вишлевская волость                    | Выборская волость          |
| 107 | 38  | Губкино                   | 41            | 31            | Выборская волость    | Стехновская волость                   | Стехновская волость        |
| 108 | 39  | Гурово                    | 3             | 1             | Выборская волость    | Вишлевская волость                    | Выборская волость          |
| 109 | 40  | Гущино                    | 0             | 0             | Выборская волость    | Вёскинская волость                    | Вёскинская волость         |
| 110 | 41  | Давыдиха                  | 4             | 3             | Выборская волость    | Стехновская волость                   | Стехновская волость        |
| 111 | 42  | Денескино                 | 12            | 11            | Выборская волость    | Вёскинская волость                    | Вёскинская волость         |
| 112 | 43  | Деревицы                  | 23            | 29            | Выборская волость    | Выборская волость                     | Выборская волость          |
| 113 | 44  | Дмитровка                 | 3             | 3             | Выборская волость    | Выборская волость                     | Выборская волость          |
| 114 | 45  | Доманьково                | 4             | 5             | Выборская волость    | Зареченская волость                   | Вёскинская волость         |
| 115 | 46  | Дорохово                  | 29            | 30            | Выборская волость    | Выборская волость                     | Выборская волость          |
| 116 | 47  | Дренино                   | 4             | 6             | Выборская волость    | Вёскинская волость                    | Вёскинская волость         |
| 117 | 48  | Дробуши                   | 2             | 1             | Выборская волость    | Выборская волость                     | Выборская волость          |
| 118 | 49  | Дудкино                   | 5             | 5             | Выборская волость    | Зареченская волость                   | Вёскинская волость         |
| 119 | 50  | Дупли                     | 8             | 6             | Выборская волость    | Вёскинская волость                    | Вёскинская волость         |
| 120 | 51  | Жабкино                   | 3             | 0             | Выборская волость    | Вишлевская волость                    | Выборская волость          |
| 121 | 52  | Жигариха                  | 0             | 0             | Выборская волость    | Стехновская волость                   | Стехновская волость        |
| 122 | 53  | Жихарево                  | 3             | 2             | Выборская волость    | Стехновская волость                   | Стехновская волость        |
| 123 | 54  | Жуково                    | 1             | 1             | Выборская волость    | Вёскинская волость                    | Вёскинская волость         |
| 124 | 55  | Жуково                    | 20            | 17            | Выборская волость    | Выборская волость                     | Выборская волость          |
| 125 | 56  | Жуково                    | 2             | 2             | Выборская волость    | Стехновская волость                   | Стехновская волость        |
| 126 | 57  | Закулижье                 | 8             | 5             | Выборская волость    | Стехновская волость                   | Стехновская волость        |
| 127 | 58  | Залужье                   | 12            | 11            | Выборская волость    | Стехновская волость                   | Стехновская волость        |
| 128 | 59  | Занеги                    | 4             | 4             | Выборская волость    | Выборская волость                     | Выборская волость          |
| 129 | 60  | Заречье                   | 192           | 152           | Выборская волость    | Зареченская волость                   | Вёскинская волость         |
| 130 | 61  | Засухино                  | 2             | 3             | Выборская волость    | Выборская волость                     | Выборская волость          |
| 131 | 62  | Захново                   | 5             | 8             | Выборская волость    | Вишлевская волость                    | Выборская волость          |
| 132 | 63  | Звёздово                  | 6             | 4             | Выборская волость    | Вёскинская волость                    | Вёскинская волость         |
| 133 | 64  | Зимник                    | 0             | 0             | Выборская волость    | Зареченская волость                   | Вёскинская волость         |
| 134 | 65  | Игнашёво                  | 2             | 12            | Выборская волость    | Выборская волость                     | Выборская волость          |
| 135 | 66  | Исаково                   | 8             | 4             | Выборская волость    | Выборская волость                     | Выборская волость          |
| 136 | 67  | Кабаны                    | 6             | 6             | Выборская волость    | Вёскинская волость                    | Вёскинская волость         |
| 137 | 68  | Казариново                | 0             | 0             | Выборская волость    | Вёскинская волость                    | Вёскинская волость         |
| 138 | 69  | Карнышино                 | 5             | 3             | Выборская волость    | Выборская волость                     | Выборская волость          |
| 139 | 70  | Карпилово                 | 8             | 9             | Выборская волость    | Выборская волость                     | Выборская волость          |
| 140 | 71  | Каруево                   | 5             | 0             | Выборская волость    | Зареченская волость                   | Вёскинская волость         |
| 141 | 72  | Карузы                    | 13            | 16            | Выборская волость    | Зареченская волость                   | Вёскинская волость         |
| 142 | 73  | Кашиха                    | 18            | 11            | Выборская волость    | Зареченская волость                   | Вёскинская волость         |
| 143 | 74  | Клескалово                | 21            | 19            | Выборская волость    | Зареченская волость                   | Вёскинская волость         |
| 144 | 75  | Клин                      | 3             | 6             | Выборская волость    | Выборская волость                     | Выборская волость          |
| 145 | 76  | Ковцы                     | 0             | 0             | Выборская волость    | Выборская волость                     | Выборская волость          |
| 146 | 77  | Конохново                 | 3             | 3             | Выборская волость    | Выборская волость                     | Выборская волость          |
| 147 | 78  | Копылово                  | 23            | 21            | Выборская волость    | Выборская волость                     | Выборская волость          |
| 148 | 79  | Котово                    | 1             | 6             | Выборская волость    | Выборская волость                     | Выборская волость          |
| 149 | 80  | Красное Кузино            | 1             | 0             | Выборская волость    | Зареченская волость                   | Вёскинская волость         |
| 150 | 81  | Крашневец                 | 1             | 0             | Выборская волость    | Зареченская волость                   | Вёскинская волость         |
| 151 | 82  | Кренёво                   | 5             | 6             | Выборская волость    | Выборская волость                     | Выборская волость          |
| 152 | 83  | Кролино                   | 2             | 0             | Выборская волость    | Выборская волость                     | Выборская волость          |
| 153 | 84  | Крутцы                    | 36            | 29            | Выборская волость    | Стехновская волость                   | Стехновская волость        |
| 154 | 85  | Крюково                   | 46            | 45            | Выборская волость    | Вишлевская волость                    | Выборская волость          |
| 155 | 86  | Кудрово                   | 9             | 4             | Выборская волость    | Зареченская волость                   | Вёскинская волость         |
| 156 | 87  | Кудяево                   | 4             | 7             | Выборская волость    | Вёскинская волость                    | Вёскинская волость         |
| 157 | 88  | Кураново                  | 0             | 0             | Выборская волость    | Стехновская волость                   | Стехновская волость        |
| 158 | 89  | Кушино                    | 2             | 3             | Выборская волость    | Выборская волость                     | Выборская волость          |
| 159 | 90  | Лазовка                   | 3             | 3             | Выборская волость    | Вишлевская волость                    | Выборская волость          |
| 160 | 91  | Лентьево                  | 8             | 12            | Выборская волость    | Вёскинская волость                    | Вёскинская волость         |
| 161 | 92  | Лопатино                  | 4             | 2             | Выборская волость    | Вёскинская волость                    | Вёскинская волость         |
| 162 | 93  | Лопаткино                 | 2             | 5             | Выборская волость    | Вёскинская волость                    | Вёскинская волость         |
| 163 | 94  | Лужково                   | 15            | 14            | Выборская волость    | Выборская волость                     | Выборская волость          |
| 164 | 95  | Лунино                    | 25            | 30            | Выборская волость    | Вёскинская волость                    | Вёскинская волость         |
| 165 | 96  | Любавец                   | 8             | 3             | Выборская волость    | Зареченская волость                   | Вёскинская волость         |
| 166 | 97  | Максово                   | 14            | 7             | Выборская волость    | Зареченская волость                   | Вёскинская волость         |
| 167 | 98  | Малое Алешно              | 8             | 8             | Выборская волость    | Зареченская волость                   | Вёскинская волость         |
| 168 | 99  | Малое Елисеево            | 6             | 5             | Выборская волость    | Стехновская волость                   | Стехновская волость        |
| 169 | 100 | Марково                   | 3             | 4             | Выборская волость    | Стехновская волость                   | Стехновская волость        |
| 170 | 101 | Мартюши                   | 5             | 1             | Выборская волость    | Вишлевская волость                    | Выборская волость          |
| 171 | 102 | Марчиково                 | 2             | 1             | Выборская волость    | Стехновская волость                   | Стехновская волость        |
| 172 | 103 | Марьино                   | 6             | 6             | Выборская волость    | Выборская волость                     | Выборская волость          |
| 173 | 104 | Меженино                  | 3             | 4             | Выборская волость    | Вёскинская волость                    | Вёскинская волость         |
| 174 | 105 | Михеево                   | 5             | 5             | Выборская волость    | Зареченская волость                   | Вёскинская волость         |
| 175 | 106 | Молчаново                 | 2             | 7             | Выборская волость    | Выборская волость                     | Выборская волость          |
| 176 | 107 | Морозы                    | 0             | 0             | Выборская волость    | Выборская волость                     | Выборская волость          |
| 177 | 108 | Мосеево                   | 11            | 11            | Выборская волость    | Вишлевская волость                    | Выборская волость          |
| 178 | 109 | Мотовилово                | 3             | 3             | Выборская волость    | Вёскинская волость                    | Вёскинская волость         |
| 179 | 110 | Мясово                    | 6             | 7             | Выборская волость    | Зареченская волость                   | Вёскинская волость         |
| 180 | 111 | Нешино                    | 8             | 4             | Выборская волость    | Стехновская волость                   | Стехновская волость        |
| 181 | 112 | Никулино                  | 26            | 28            | Выборская волость    | Зареченская волость                   | Вёскинская волость         |
| 182 | 113 | Никулино                  | 19            | 27            | Выборская волость    | Стехновская волость                   | Стехновская волость        |
| 183 | 114 | Новины                    | 2             | 0             | Выборская волость    | Зареченская волость                   | Вёскинская волость         |
| 184 | 115 | Огородниково              | 2             | 3             | Выборская волость    | Выборская волость                     | Выборская волость          |
| 185 | 116 | Ольхи                     | 6             | 9             | Выборская волость    | Вёскинская волость                    | Вёскинская волость         |
| 186 | 117 | Османово                  | 10            | 10            | Выборская волость    | Вёскинская волость                    | Вёскинская волость         |
| 187 | 118 | Пакли                     | 1             | 0             | Выборская волость    | Выборская волость                     | Выборская волость          |
| 188 | 119 | Панёво                    | 2             | 1             | Выборская волость    | Стехновская волость                   | Стехновская волость        |
| 189 | 120 | Партизанская Гора         | 4             | 5             | Выборская волость    | Вишлевская волость                    | Выборская волость          |
| 190 | 121 | Пестово                   | 3             | 5             | Выборская волость    | Выборская волость                     | Выборская волость          |
| 191 | 122 | Песчивицы                 | 5             | 3             | Выборская волость    | Стехновская волость                   | Стехновская волость        |
| 192 | 123 | Петрово                   | 5             | 5             | Выборская волость    | Зареченская волость                   | Вёскинская волость         |
| 193 | 124 | Петуны                    | 2             | 0             | Выборская волость    | Выборская волость                     | Выборская волость          |
| 194 | 125 | Пискуново                 | 2             | 1             | Выборская волость    | Стехновская волость                   | Стехновская волость        |
| 195 | 126 | Плешатица                 | 0             | 0             | Выборская волость    | Выборская волость                     | Выборская волость          |
| 196 | 127 | Плушкино                  | 16            | 15            | Выборская волость    | Стехновская волость                   | Стехновская волость        |
| 197 | 128 | Погорелово                | 9             | 7             | Выборская волость    | Выборская волость                     | Выборская волость          |
| 198 | 129 | Поддубно                  | 0             | 0             | Выборская волость    | Вёскинская волость                    | Вёскинская волость         |
| 199 | 130 | Подтопкино                | 2             | 3             | Выборская волость    | Стехновская волость                   | Стехновская волость        |
| 200 | 131 | Подъёлышево               | 6             | 3             | Выборская волость    | Выборская волость                     | Выборская волость          |
| 201 | 132 | Пожито                    | 15            | 12            | Выборская волость    | Вишлевская волость                    | Выборская волость          |
| 202 | 133 | Посадниково               | 45            | 39            | Выборская волость    | Стехновская волость                   | Стехновская волость        |
| 203 | 134 | Пустошка                  | 1             | 5             | Выборская волость    | Зареченская волость                   | Вёскинская волость         |
| 204 | 135 | Пухово                    | 4             | 0             | Выборская волость    | Вёскинская волость                    | Вёскинская волость         |
| 205 | 136 | Пухово                    | 2             | 2             | Выборская волость    | Выборская волость                     | Выборская волость          |
| 206 | 137 | Пыльниково                | 3             | 5             | Выборская волость    | Выборская волость                     | Выборская волость          |
| 207 | 138 | Пяшино                    | 2             | 1             | Выборская волость    | Выборская волость                     | Выборская волость          |
| 208 | 139 | Разбегаево                | 13            | 13            | Выборская волость    | Выборская волость                     | Выборская волость          |
| 209 | 140 | Размесово                 | 8             | 10            | Выборская волость    | Вишлевская волость                    | Выборская волость          |
| 210 | 141 | Рахнихино                 | 23            | 24            | Выборская волость    | Выборская волость                     | Выборская волость          |
| 211 | 142 | Рёдкино                   | 14            | 13            | Выборская волость    | Вишлевская волость                    | Выборская волость          |
| 212 | 143 | Речево                    | 11            | 15            | Выборская волость    | Выборская волость                     | Выборская волость          |
| 213 | 144 | Речки                     | 43            | 28            | Выборская волость    | Стехновская волость                   | Стехновская волость        |
| 214 | 145 | Рог                       | 2             | 0             | Выборская волость    | Зареченская волость                   | Вёскинская волость         |
| 215 | 146 | Рогаткино                 | 20            | 15            | Выборская волость    | Выборская волость                     | Выборская волость          |
| 216 | 147 | Росстани                  | 5             | 4             | Выборская волость    | Зареченская волость                   | Вёскинская волость         |
| 217 | 148 | Ругодево                  | 95            | 67            | Выборская волость    | Стехновская волость                   | Стехновская волость        |
| 218 | 149 | Руднёво                   | 1             | 0             | Выборская волость    | Вёскинская волость                    | Вёскинская волость         |
| 219 | 150 | Рылово                    | 23            | 22            | Выборская волость    | Зареченская волость                   | Вёскинская волость         |
| 220 | 151 | Савин Бор                 | 0             | 0             | Выборская волость    | Зареченская волость                   | Вёскинская волость         |
| 221 | 152 | Савино                    | 16            | 15            | Выборская волость    | Выборская волость                     | Выборская волость          |
| 222 | 153 | Савино                    | 3             | 4             | Выборская волость    | Выборская волость                     | Выборская волость          |
| 223 | 154 | Сазоново                  | 0             | 0             | Выборская волость    | Выборская волость                     | Выборская волость          |
| 224 | 155 | Сапельниково              | 2             | 3             | Выборская волость    | Вишлевская волость                    | Выборская волость          |
| 225 | 156 | Сахино                    | 10            | 2             | Выборская волость    | Зареченская волость                   | Вёскинская волость         |
| 226 | 157 | Свиномурово               | 12            | 17            | Выборская волость    | Вишлевская волость                    | Выборская волость          |
| 227 | 158 | Себрово                   | 6             | 5             | Выборская волость    | Выборская волость                     | Выборская волость          |
| 228 | 159 | Селиваново                | 0             | 0             | Выборская волость    | Зареченская волость                   | Вёскинская волость         |
| 229 | 160 | Селюгино                  | 19            | 25            | Выборская волость    | Выборская волость                     | Выборская волость          |
| 230 | 161 | Семенкино                 | 1             | 1             | Выборская волость    | Стехновская волость                   | Стехновская волость        |
| 231 | 162 | Сипово                    | 12            | 10            | Выборская волость    | Вёскинская волость                    | Вёскинская волость         |
| 232 | 163 | Снятница                  | 10            | 10            | Выборская волость    | Вёскинская волость                    | Вёскинская волость         |
| 233 | 164 | Соболицы                  | 35            | 35            | Выборская волость    | Стехновская волость                   | Стехновская волость        |
| 234 | 165 | Срезнево                  | 1             | 0             | Выборская волость    | Выборская волость                     | Выборская волость          |
| 235 | 166 | Станки                    | 3             | 6             | Выборская волость    | Выборская волость                     | Выборская волость          |
| 236 | 167 | Старый Двор               | 25            | 16            | Выборская волость    | Зареченская волость                   | Вёскинская волость         |
| 237 | 168 | Стехново                  | 306           | 212           | Выборская волость    | Стехновская волость                   | Стехновская волость        |
| 238 | 169 | Стехово                   | 20            | 16            | Выборская волость    | Стехновская волость                   | Стехновская волость        |
| 239 | 170 | Стрелкино                 | 7             | 4             | Выборская волость    | Выборская волость                     | Выборская волость          |
| 240 | 171 | Ступино                   | 10            | 11            | Выборская волость    | Зареченская волость                   | Вёскинская волость         |
| 241 | 172 | Суслово 1                 | 13            | 13            | Выборская волость    | Зареченская волость                   | Вёскинская волость         |
| 242 | 173 | Суслово 2                 | 7             | 6             | Выборская волость    | Зареченская волость                   | Вёскинская волость         |
| 243 | 174 | Сушково                   | 12            | 10            | Выборская волость    | Зареченская волость                   | Вёскинская волость         |
| 244 | 175 | Тараскино                 | 17            | 22            | Выборская волость    | Стехновская волость                   | Стехновская волость        |
| 245 | 176 | Тетерино                  | 4             | 2             | Выборская волость    | Зареченская волость                   | Вёскинская волость         |
| 246 | 177 | Трубачево                 | 12            | 6             | Выборская волость    | Стехновская волость                   | Стехновская волость        |
| 247 | 178 | Трупехино                 | 0             | 0             | Выборская волость    | Стехновская волость                   | Стехновская волость        |
| 248 | 179 | Туровец                   | 15            | 14            | Выборская волость    | Вёскинская волость                    | Вёскинская волость         |
| 249 | 180 | Улиткино                  | 1             | 0             | Выборская волость    | Стехновская волость                   | Стехновская волость        |
| 250 | 181 | Усадище                   | 18            | 16            | Выборская волость    | Вишлевская волость                    | Выборская волость          |
| 251 | 182 | Усадище                   | 7             | 5             | Выборская волость    | Стехновская волость                   | Стехновская волость        |
| 252 | 183 | Усачево                   | 3             | 4             | Выборская волость    | Стехновская волость                   | Стехновская волость        |
| 253 | 184 | Фатьяново                 | 26            | 20            | Выборская волость    | Выборская волость                     | Выборская волость          |
| 254 | 185 | Ферково                   | 6             | 7             | Выборская волость    | Вишлевская волость                    | Выборская волость          |
| 255 | 186 | Филково                   | 11            | 13            | Выборская волость    | Выборская волость                     | Выборская волость          |
| 256 | 187 | Фомино                    | 0             | 0             | Выборская волость    | Выборская волость                     | Выборская волость          |
| 257 | 188 | Хахалево                  | 0             | 0             | Выборская волость    | Стехновская волость                   | Стехновская волость        |
| 258 | 189 | Хвостово                  | 2             | 2             | Выборская волость    | Зареченская волость                   | Вёскинская волость         |
| 259 | 190 | Шараново                  | 6             | 3             | Выборская волость    | Выборская волость                     | Выборская волость          |
| 260 | 191 | Шикени                    | 20            | 20            | Выборская волость    | Выборская волость                     | Выборская волость          |
| 261 | 192 | Ширигино                  | 3             | 4             | Выборская волость    | Выборская волость                     | Выборская волость          |
| 262 | 193 | Щербихино                 | 3             | 3             | Выборская волость    | Выборская волость                     | Выборская волость          |
| 263 | 194 | Ягодино                   | 16            | 12            | Выборская волость    | Вишлевская волость                    | Выборская волость          |
| 264 | 195 | Яковлевское               | 11            | 12            | Выборская волость    | Выборская волость                     | Выборская волость          |
| 265 | 196 | Яконово                   | 14            | 13            | Выборская волость    | Вёскинская волость                    | Вёскинская волость         |
| 266 | 197 | Ясень                     | 3             | 4             | Выборская волость    | Вёскинская волость                    | Вёскинская волость         |
| 267 | 1   | Агафоново                 | 13            | 9             | Новоржевская волость | Жадрицкая волость                     | Жадрицкая волость          |
| 268 | 2   | Антипово                  | 14            | 12            | Новоржевская волость | Жадрицкая волость                     | Жадрицкая волость          |
| 269 | 3   | Апросово                  | 1             | 3             | Новоржевская волость | Заборьевская волость                  | Макаровская волость        |
| 270 | 4   | Барута                    | 183           | 181           | Новоржевская волость | Юхновская волость                     | Барутская волость          |
| 271 | 5   | Батово                    | 2             | 1             | Новоржевская волость | Оршанская волость                     | Макаровская волость        |
| 272 | 6   | Белогубово                | 0             | 0             | Новоржевская волость | Заборьевская волость                  | Макаровская волость        |
| 273 | 7   | Бибирево                  | 5             | 2             | Новоржевская волость | Жадрицкая волость                     | Жадрицкая волость          |
| 274 | 8   | Борки                     | 9             | 6             | Новоржевская волость | Дубровская волость                    | Жадрицкая волость          |
| 275 | 9   | Боровичи                  | 7             | 13            | Новоржевская волость | Заборьевская волость                  | Макаровская волость        |
| 276 | 10  | Бородино                  | 17            | 31            | Новоржевская волость | Оршанская волость                     | Макаровская волость        |
| 277 | 11  | Брянцево                  | 17            | 9             | Новоржевская волость | Жадрицкая волость                     | Жадрицкая волость          |
| 278 | 12  | Бышово                    | 1             | 0             | Новоржевская волость | Заборьевская волость                  | Барутская волость          |
| 279 | 13  | Васюгино                  | 12            | 9             | Новоржевская волость | Дубровская волость                    | Жадрицкая волость          |
| 280 | 14  | Васюгино                  | 47            | 41            | Новоржевская волость | Зареченская волость                   | Макаровская волость        |
| 281 | 15  | Вешалиха                  | 4             | 0             | Новоржевская волость | Заборьевская волость                  | Барутская волость          |
| 282 | 16  | Власково                  | 10            | 12            | Новоржевская волость | Заборьевская волость                  | Макаровская волость        |
| 283 | 17  | Высокое                   | 224           | 160           | Новоржевская волость | Оршанская волость                     | Макаровская волость        |
| 284 | 18  | Гнилки                    | 14            | 9             | Новоржевская волость | Заборьевская волость                  | Макаровская волость        |
| 285 | 19  | Голубево                  | 4             | 3             | Новоржевская волость | Заборьевская волость                  | Макаровская волость        |
| 286 | 20  | Горка                     | 10            | 7             | Новоржевская волость | Заборьевская волость                  | Барутская волость          |
| 287 | 21  | Горькухино                | 3             | 7             | Новоржевская волость | Жадрицкая волость                     | Жадрицкая волость          |
| 288 | 22  | Гривино                   | 133           | 111           | Новоржевская волость | Заборьевская волость                  | Барутская волость          |
| 289 | 23  | Гриньково                 | 5             | 0             | Новоржевская волость | Юхновская волость                     | Барутская волость          |
| 290 | 24  | Грихново                  | 0             | 7             | Новоржевская волость | Заборьевская волость                  | Макаровская волость        |
| 291 | 25  | Гришино                   | 0             | 0             | Новоржевская волость | Жадрицкая волость                     | Жадрицкая волость          |
| 292 | 26  | Гришино-1                 | 7             | 7             | Новоржевская волость | Зареченская волость/Оршанская волость | Макаровская волость        |
| 293 | 27  | Гришино-2                 | 1             | 0             | Новоржевская волость | Зареченская волость/Оршанская волость | Макаровская волость        |
| 294 | 28  | Гром                      | 12            | 8             | Новоржевская волость | Заборьевская волость                  | Макаровская волость        |
| 295 | 29  | Груздовицы                | 8             | 6             | Новоржевская волость | Жадрицкая волость                     | Жадрицкая волость          |
| 296 | 30  | Гускино                   | 45            | 36            | Новоржевская волость | Юхновская волость                     | Барутская волость          |
| 297 | 31  | Давыдково                 | 5             | 5             | Новоржевская волость | Жадрицкая волость                     | Жадрицкая волость          |
| 298 | 32  | Девкино                   | 12            | 7             | Новоржевская волость | Жадрицкая волость                     | Жадрицкая волость          |
| 299 | 33  | Добруха                   | 23            | 15            | Новоржевская волость | Жадрицкая волость                     | Жадрицкая волость          |
| 300 | 34  | Долосец                   | 13            | 12            | Новоржевская волость | Жадрицкая волость                     | Жадрицкая волость          |
| 301 | 35  | Дубровы                   | 205           | 172           | Новоржевская волость | Дубровская волость                    | Жадрицкая волость          |
| 302 | 36  | Дятлово                   | 5             | 1             | Новоржевская волость | Заборьевская волость                  | Макаровская волость        |
| 303 | 37  | Евдокимиха                |               | 0             | Новоржевская волость | Заборьевская волость                  | Макаровская волость        |
| 304 | 38  | Еремеево                  | 2             | 4             | Новоржевская волость | Жадрицкая волость                     | Жадрицкая волость          |
| 305 | 39  | Ероново                   | 2             | 5             | Новоржевская волость | Заборьевская волость                  | Макаровская волость        |
| 306 | 40  | Ершово                    | 1             | 4             | Новоржевская волость | Жадрицкая волость                     | Жадрицкая волость          |
| 307 | 41  | Жадрицы                   | 286           | 272           | Новоржевская волость | Жадрицкая волость                     | Жадрицкая волость          |
| 308 | 42  | Жар                       | 0             | 0             | Новоржевская волость | Заборьевская волость                  | Барутская волость          |
| 309 | 43  | Жары                      | 16            | 14            | Новоржевская волость | Жадрицкая волость                     | Жадрицкая волость          |
| 310 | 44  | Жекупино                  | 64            | 65            | Новоржевская волость | Зареченская волость/Оршанская волость | Макаровская волость        |
| 311 | 45  | Жуковичи                  | 5             | 0             | Новоржевская волость | Заборьевская волость                  | Барутская волость          |
| 312 | 46  | Жуково                    | 13            | 7             | Новоржевская волость | Жадрицкая волость                     | Жадрицкая волость          |
| 313 | 47  | Заборье                   | 32            | 25            | Новоржевская волость | Юхновская волость                     | Барутская волость          |
| 314 | 48  | Заборье                   | 32            | 26            | Новоржевская волость | Заборьевская волость                  | Макаровская волость        |
| 315 | 49  | Завидовка                 | 2             | 0             | Новоржевская волость | Заборьевская волость                  | Макаровская волость        |
| 316 | 50  | Залог                     | 0             | 0             | Новоржевская волость | Заборьевская волость                  | Барутская волость          |
| 317 | 51  | Запятково                 | 32            | 43            | Новоржевская волость | Зареченская волость/Оршанская волость | Макаровская волость        |
| 318 | 52  | Зарвино                   | 0             | 0             | Новоржевская волость | Оршанская волость                     | Макаровская волость        |
| 319 | 53  | Заход                     | 6             | 4             | Новоржевская волость | Заборьевская волость                  | Барутская волость          |
| 320 | 54  | Заход                     | 8             | 3             | Новоржевская волость | Зареченская волость/Оршанская волость | Макаровская волость        |
| 321 | 55  | Звягино                   | 0             | 0             | Новоржевская волость | Жадрицкая волость                     | Жадрицкая волость          |
| 322 | 56  | Иваньково                 | 23            | 16            | Новоржевская волость | Заборьевская волость                  | Макаровская волость        |
| 323 | 57  | Игнатово                  | 1             | 0             | Новоржевская волость | Жадрицкая волость                     | Жадрицкая волость          |
| 324 | 58  | Извоз                     | 8             | 11            | Новоржевская волость | Жадрицкая волость                     | Жадрицкая волость          |
| 325 | 59  | Исаково                   | 9             | 5             | Новоржевская волость | Жадрицкая волость                     | Жадрицкая волость          |
| 326 | 60  | Каменец                   | 2             | 0             | Новоржевская волость | Жадрицкая волость                     | Жадрицкая волость          |
| 327 | 61  | Кашилиха                  | 1             | 1             | Новоржевская волость | Зареченская волость/Оршанская волость | Макаровская волость        |
| 328 | 62  | Кисляково                 | 1             | 8             | Новоржевская волость | Жадрицкая волость                     | Жадрицкая волость          |
| 329 | 63  | Климово                   | 20            | 16            | Новоржевская волость | Заборьевская волость                  | Барутская волость          |
| 330 | 64  | Козловка                  | 2             | 2             | Новоржевская волость | Зареченская волость/Оршанская волость | Макаровская волость        |
| 331 | 65  | Коковичино                | 3             | 4             | Новоржевская волость | Дубровская волость                    | Жадрицкая волость          |
| 332 | 66  | Кораблёво                 | 22            | 16            | Новоржевская волость | Дубровская волость                    | Жадрицкая волость          |
| 333 | 67  | Корнилково                | 7             | 8             | Новоржевская волость | Заборьевская волость                  | Макаровская волость        |
| 334 | 68  | Коростовец                | 14            | 11            | Новоржевская волость | Заборьевская волость                  | Барутская волость          |
| 335 | 69  | Коротыли                  | 8             | 9             | Новоржевская волость | Жадрицкая волость                     | Жадрицкая волость          |
| 336 | 70  | Косарово                  | 1             | 1             | Новоржевская волость | Жадрицкая волость                     | Жадрицкая волость          |
| 337 | 71  | Коськино (Коськово)       | 65            | 47            | Новоржевская волость | Зареченская волость/Оршанская волость | Макаровская волость        |
| 338 | 72  | Косьяново                 | 19            | 12            | Новоржевская волость | Заборьевская волость                  | Барутская волость          |
| 339 | 73  | Кремье                    | 2             | 0             | Новоржевская волость | Оршанская волость                     | Макаровская волость        |
| 340 | 74  | Кузьмино                  | 16            | 12            | Новоржевская волость | Зареченская волость/Оршанская волость | Макаровская волость        |
| 341 | 75  | Ладино                    | 60            | 51            | Новоржевская волость | Жадрицкая волость                     | Жадрицкая волость          |
| 342 | 76  | Лаптево                   | 17            | 10            | Новоржевская волость | Заборьевская волость                  | Макаровская волость        |
| 343 | 77  | Ласино                    | 15            | 18            | Новоржевская волость | Дубровская волость                    | Жадрицкая волость          |
| 344 | 78  | Лжун                      | 23            | 15            | Новоржевская волость | Юхновская волость                     | Барутская волость          |
| 345 | 79  | Липовик                   | 2             | 0             | Новоржевская волость | Дубровская волость                    | Жадрицкая волость          |
| 346 | 80  | Лисичино                  | 3             | 5             | Новоржевская волость | Жадрицкая волость                     | Жадрицкая волость          |
| 347 | 81  | Лисово                    | 2             | 4             | Новоржевская волость | Дубровская волость                    | Жадрицкая волость          |
| 348 | 82  | Лобаново                  | 6             | 4             | Новоржевская волость | Заборьевская волость                  | Барутская волость          |
| 349 | 83  | Лопанево                  | 3             | 5             | Новоржевская волость | Юхновская волость                     | Барутская волость          |
| 350 | 84  | Лунёвка                   | 37            | 26            | Новоржевская волость | Заборьевская волость                  | Макаровская волость        |
| 351 | 85  | Макарихино                | 7             | 6             | Новоржевская волость | Юхновская волость                     | Барутская волость          |
| 352 | 86  | Макарово                  | 428           | 417           | Новоржевская волость | Заборьевская волость                  | Макаровская волость        |
| 353 | 87  | Манушкино                 | 0             | 5             | Новоржевская волость | Заборьевская волость                  | Макаровская волость        |
| 354 | 88  | Мартюшово                 | 5             | 1             | Новоржевская волость | Заборьевская волость                  | Барутская волость          |
| 355 | 89  | Маслиха                   | 5             | 5             | Новоржевская волость | Оршанская волость                     | Макаровская волость        |
| 356 | 90  | Махново                   | 1             | 0             | Новоржевская волость | Жадрицкая волость                     | Жадрицкая волость          |
| 357 | 91  | Машатино                  | 6             | 5             | Новоржевская волость | Заборьевская волость                  | Макаровская волость        |
| 358 | 92  | Мелехово                  | 7             | 6             | Новоржевская волость | Заборьевская волость                  | Макаровская волость        |
| 359 | 93  | Михалино                  | 16            | 18            | Новоржевская волость | Жадрицкая волость                     | Жадрицкая волость          |
| 360 | 94  | Михалкино                 | 86            | 79            | Новоржевская волость | Юхновская волость                     | Барутская волость          |
| 361 | 95  | Михеево                   | 2             | 1             | Новоржевская волость | Дубровская волость                    | Жадрицкая волость          |
| 362 | 96  | Мишаково                  | 3             | 4             | Новоржевская волость | Жадрицкая волость                     | Жадрицкая волость          |
| 363 | 97  | Мишино                    | 2             | 2             | Новоржевская волость | Заборьевская волость                  | Макаровская волость        |
| 364 | 98  | Мосеево                   | 5             | 4             | Новоржевская волость | Зареченская волость/Оршанская волость | Макаровская волость        |
| 365 | 99  | Мыльнёво                  | 8             | 10            | Новоржевская волость | Заборьевская волость                  | Барутская волость          |
| 366 | 100 | Наумково                  | 6             | 4             | Новоржевская волость | Заборьевская волость                  | Макаровская волость        |
| 367 | 101 | Никитино                  | 0             | 6             | Новоржевская волость | Жадрицкая волость                     | Жадрицкая волость          |
| 368 | 102 | Новины                    | 2             | 2             | Новоржевская волость | Заборьевская волость                  | Макаровская волость        |
| 369 | 103 | Осиновик                  | 3             | 2             | Новоржевская волость | Юхновская волость                     | Барутская волость          |
| 370 | 104 | Павлиха                   | 1             | 2             | Новоржевская волость | Заборьевская волость                  | Макаровская волость        |
| 371 | 105 | Петровское                | 2             | 2             | Новоржевская волость | Заборьевская волость                  | Макаровская волость        |
| 372 | 106 | Пищино                    | 11            | 10            | Новоржевская волость | Юхновская волость                     | Барутская волость          |
| 373 | 107 | Плавно                    | 11            | 14            | Новоржевская волость | Заборьевская волость                  | Макаровская волость        |
| 374 | 108 | Платавец                  | 0             | 0             | Новоржевская волость | Заборьевская волость                  | Макаровская волость        |
| 375 | 109 | Подлипье                  | 0             | 0             | Новоржевская волость | Заборьевская волость                  | Макаровская волость        |
| 376 | 110 | Подлужье                  | 14            | 15            | Новоржевская волость | Юхновская волость                     | Барутская волость          |
| 377 | 111 | Подмежье                  | 35            | 20            | Новоржевская волость | Зареченская волость/Оршанская волость | Макаровская волость        |
| 378 | 112 | Полозово                  | 3             | 4             | Новоржевская волость | Дубровская волость                    | Жадрицкая волость          |
| 379 | 113 | Полозово                  | 0             | 0             | Новоржевская волость | Оршанская волость                     | Макаровская волость        |
| 380 | 114 | Поповка                   | 4             | 0             | Новоржевская волость | Заборьевская волость                  | Барутская волость          |
| 381 | 115 | Порядино                  | 2             | 2             | Новоржевская волость | Заборьевская волость                  | Барутская волость          |
| 382 | 116 | Потапово                  | 8             | 10            | Новоржевская волость | Жадрицкая волость                     | Жадрицкая волость          |
| 383 | 117 | Поташово                  | 17            | 10            | Новоржевская волость | Жадрицкая волость                     | Жадрицкая волость          |
| 384 | 118 | Пришвино                  | 37            | 30            | Новоржевская волость | Дубровская волость                    | Жадрицкая волость          |
| 385 | 119 | Пупово                    | 0             | 0             | Новоржевская волость | Заборьевская волость                  | Макаровская волость        |
| 386 | 120 | Ровное                    | 11            | 13            | Новоржевская волость | Жадрицкая волость                     | Жадрицкая волость          |
| 387 | 121 | Рогово                    | 3             | 2             | Новоржевская волость | Заборьевская волость                  | Макаровская волость        |
| 388 | 122 | Россолово                 | 1             | 0             | Новоржевская волость | Заборьевская волость                  | Макаровская волость        |
| 389 | 123 | Рубачёво                  | 9             | 8             | Новоржевская волость | Зареченская волость/Оршанская волость | Макаровская волость        |
| 390 | 124 | Рудново                   | 2             | 3             | Новоржевская волость | Заборьевская волость                  | Макаровская волость        |
| 391 | 125 | Рудняха                   | 32            | 31            | Новоржевская волость | Жадрицкая волость                     | Жадрицкая волость          |
| 392 | 126 | Руново                    | 0             | 0             | Новоржевская волость | Оршанская волость                     | Макаровская волость        |
| 393 | 127 | Савино                    | 7             | 7             | Новоржевская волость | Зареченская волость/Оршанская волость | Макаровская волость        |
| 394 | 128 | Самсониха                 | 16            | 26            | Новоржевская волость | Заборьевская волость                  | Макаровская волость        |
| 395 | 129 | Санёво                    | 4             | 2             | Новоржевская волость | Дубровская волость                    | Жадрицкая волость          |
| 396 | 130 | Саньково                  | 5             | 3             | Новоржевская волость | Заборьевская волость                  | Макаровская волость        |
| 397 | 131 | Себеж                     | 4             | 4             | Новоржевская волость | Жадрицкая волость                     | Жадрицкая волость          |
| 398 | 132 | Селецкое                  | 11            | 12            | Новоржевская волость | Юхновская волость                     | Барутская волость          |
| 399 | 133 | Семёнкино                 | 2             | 0             | Новоржевская волость | Дубровская волость                    | Жадрицкая волость          |
| 400 | 134 | Семилово                  | 8             | 9             | Новоржевская волость | Дубровская волость                    | Жадрицкая волость          |
| 401 | 135 | Сенная                    | 7             | 4             | Новоржевская волость | Дубровская волость                    | Жадрицкая волость          |
| 402 | 136 | Симаниха                  | 2             | 0             | Новоржевская волость | Заборьевская волость                  | Макаровская волость        |
| 403 | 137 | Симоново                  | 3             | 3             | Новоржевская волость | Заборьевская волость                  | Барутская волость          |
| 404 | 138 | Слигино                   | 2             | 0             | Новоржевская волость | Оршанская волость                     | Макаровская волость        |
| 405 | 139 | Степанькино               | 22            | 27            | Новоржевская волость | Заборьевская волость                  | Барутская волость          |
| 406 | 140 | Стехново                  | 0             | 0             | Новоржевская волость | Заборьевская волость                  | Макаровская волость        |
| 407 | 141 | Стехово (Стехново)        | 5             | 7             | Новоржевская волость | Юхновская волость                     | Барутская волость          |
| 408 | 142 | Столбушино                | 3             | 2             | Новоржевская волость | Жадрицкая волость                     | Жадрицкая волость          |
| 409 | 143 | Судеревье                 | 5             | 5             | Новоржевская волость | Юхновская волость                     | Барутская волость          |
| 410 | 144 | Сухарево                  | 11            | 8             | Новоржевская волость | Юхновская волость                     | Барутская волость          |
| 411 | 145 | Сухлово                   | 5             | 10            | Новоржевская волость | Заборьевская волость                  | Макаровская волость        |
| 412 | 146 | Тайлово                   | 15            | 11            | Новоржевская волость | Юхновская волость                     | Барутская волость          |
| 413 | 147 | Тарасово                  | 10            | 8             | Новоржевская волость | Заборьевская волость                  | Макаровская волость        |
| 414 | 148 | Тарутино                  | 0             | 0             | Новоржевская волость | Заборьевская волость                  | Макаровская волость        |
| 415 | 149 | Тархово                   | 22            | 5             | Новоржевская волость | Зареченская волость/Оршанская волость | Макаровская волость        |
| 416 | 150 | Тимошкино                 | 9             | 9             | Новоржевская волость | Юхновская волость                     | Барутская волость          |
| 417 | 151 | Тихомор                   | 0             | 0             | Новоржевская волость | Заборьевская волость                  | Макаровская волость        |
| 418 | 152 | Тишково                   | 13            | 8             | Новоржевская волость | Дубровская волость                    | Жадрицкая волость          |
| 419 | 153 | Трахачево                 | 2             | 1             | Новоржевская волость | Оршанская волость                     | Макаровская волость        |
| 420 | 154 | Трупехино                 | 2             | 0             | Новоржевская волость | Жадрицкая волость                     | Жадрицкая волость          |
| 421 | 155 | Федоново                  | 1             | 2             | Новоржевская волость | Заборьевская волость                  | Макаровская волость        |
| 422 | 156 | Федотово                  | 1             | 1             | Новоржевская волость | Жадрицкая волость                     | Жадрицкая волость          |
| 423 | 157 | Фомино                    | 5             | 6             | Новоржевская волость | Дубровская волость                    | Жадрицкая волость          |
| 424 | 158 | Ханёво                    | 12            | 14            | Новоржевская волость | Юхновская волость                     | Барутская волость          |
| 425 | 159 | Ханево                    | 6             | 8             | Новоржевская волость | Зареченская волость/Оршанская волость | Макаровская волость        |
| 426 | 160 | Харитоново                | 2             | 6             | Новоржевская волость | Заборьевская волость                  | Макаровская волость        |
| 427 | 161 | Харлапово                 | 0             | 5             | Новоржевская волость | Заборьевская волость                  | Макаровская волость        |
| 428 | 162 | Хортово                   | 5             | 2             | Новоржевская волость | Жадрицкая волость                     | Жадрицкая волость          |
| 429 | 163 | Шаурино                   | 0             | 2             | Новоржевская волость | Заборьевская волость                  | Макаровская волость        |
| 430 | 164 | Шестово                   | 0             | 3             | Новоржевская волость | Дубровская волость                    | Жадрицкая волость          |
| 431 | 165 | Шилово                    | 0             | 0             | Новоржевская волость | Жадрицкая волость                     | Жадрицкая волость          |
| 432 | 166 | Шнитово                   | 0             | 3             | Новоржевская волость | Заборьевская волость                  | Макаровская волость        |
| 433 | 167 | Щербово                   | 29            | 30            | Новоржевская волость | Дубровская волость                    | Жадрицкая волость          |
| 434 | 168 | Юдино                     | 7             | 6             | Новоржевская волость | Заборьевская волость                  | Барутская волость          |
| 435 | 169 | Юренцево                  | 9             | 9             | Новоржевская волость | Юхновская волость                     | Барутская волость          |
| 436 | 170 | Юшково                    | 0             | 0             | Новоржевская волость | Дубровская волость                    | Жадрицкая волость          |
| 437 | 171 | Ячино                     | 0             | 0             | Новоржевская волость | Заборьевская волость                  | Макаровская волость        |

## Исчезнувшие населенные пункты Новоржевского района
- Крашневец
- Фякино
- Шепыри
- Рудново
- Сахарево
- Авсюхи
- Залог
- Теребитово
- Рубцово
- Медвежье ушко (Голодушино)
- Кривая береза
- Засеришино
- Застременье
- Большие Плясани
- Малые Плясани
- Малые Баксти
- Малые Баксти